# Chrosiothes valmonti
Chrosiothes valmonti là một loài nhện trong họ Theridiidae.
Loài này thuộc chi Chrosiothes. Chrosiothes valmonti được Eugène Simon miêu tả năm 1897.